# U2Z villamos (Bécs)
A bécsi U2Z jelzésű villamos (Linie U2Z) a Bösendorferstraße és a Schottenring között közlekedik (visszafelé csak Oper, Karlsplatzig) az U2/U5 építkezés miatt ideiglenesen Schottentor állomásig megrövidített U2-es metró pótlójárataként. A viszonylatot a Wiener Linien üzemelteti.

## Megállóhelyei
| U2Z (Schottenring ◄► Oper, Karlsplatz ◄ Bösendorferstraße) | U2Z (Schottenring ◄► Oper, Karlsplatz ◄ Bösendorferstraße) | U2Z (Schottenring ◄► Oper, Karlsplatz ◄ Bösendorferstraße) | U2Z (Schottenring ◄► Oper, Karlsplatz ◄ Bösendorferstraße) | U2Z (Schottenring ◄► Oper, Karlsplatz ◄ Bösendorferstraße) |
| Perc (↓)                                                   | Megállóhely                                                | Perc (↑)                                                   | Átszállási kapcsolatok                                     | Pótolt metróállomás                                        |
| ---------------------------------------------------------- | ---------------------------------------------------------- | ---------------------------------------------------------- | ---------------------------------------------------------- | ---------------------------------------------------------- |
| 0                                                          | Schottenring végállomás                                    | 12                                                         | U2 , U4 1, 31 3A                                           | Schottenring                                               |
| 5                                                          | Börse                                                      | 10                                                         | 1, 71, D 3A                                                |                                                            |
| 6                                                          | Schottentor                                                | 8                                                          | U2 1, 37, 38, 40, 41, 42, 43, 44, 71, D 1A, 40A            | Schottentor                                                |
| 7                                                          | Rathausplatz, Burgtheater                                  | 7                                                          | 1, 71, D                                                   |                                                            |
| 8                                                          | Parlament                                                  | 6                                                          | 1, 2, 71, D                                                | Rathaus                                                    |
| 10                                                         | Ring, Volkstheater                                         | 4                                                          | U3 1, 2, 46, 49, 71, D 48A                                 | Volkstheater                                               |
| 11                                                         | Burgring                                                   | 3                                                          | 1, 2, 71, D 57A                                            | Museumsquartier                                            |
| 14                                                         | Oper, Karlsplatz érkező végállomás                         | 1                                                          | U1 , U4 1, 2, 62, 71, D 2A, 4A, 59A Wiener Lokalbahn       | Karlsplatz                                                 |
|                                                            | Bösendorferstraße induló végállomás                        | 0                                                          |                                                            |                                                            |